# Senbon
I senbon (千本?)sono degli aghi usati dai ninja. Hanno una lunghezza dai 10 ai 25 cm, con punte su entrambe le estremità, in modo da poter essere impugnati in ogni verso. Possono essere utilizzati sia come armi da lancio, sia come pugnali o coltelli classici.
Spesso, per diventare armi mortali, venivano utilizzati ricoperti di veleno.